# 12. јун
12. јун (12.6.) је 163. дан године по грегоријанском календару (164. у преступној години). До краја године има још 202 дана.

## Догађаји
- 1667 — Жан Батист Дени, лекар Луја XIV, извео је прву успешну трансфузију крви петнаестогодишњем дечаку користећи крв овце.
- 1683 — Турска војска почела другу опсаду Беча. Град је у септембру исте године ослободио пољски краљ Јан Собјески.
- 1691 — Ахмед II на турском престолу наследио султана Сулејмана II у веома тешким приликама за царство. Водио је неуспешне ратове против Аустрије, Венеције и Русије и био присиљен да прихвати неповољне услове Карловачког мира 1699.
- 1798 — У походу на Египат Наполеон Бонапарта заузео острво Малта.
- 1848 — Мађарска војска напала Сремске Карловце, седиште Срба у Угарској, што се сматра почетком мађарско-српског рата 1848. године.
- 1849 — Мађари топовима с Петроварадина скоро потпуно уништили Нови Сад бранећи се од напада војске хрватског бана Јелачића, који је као аустријски официр имао наређење да угуши мађарску револуцију.
- 1898 — Током Америчко-шпанског рата лидер филипинског револуционарног покрета генерал Емилио Агиналдо прогласио, уз подршку САД, независност Филипина.
- 1900 — Немачки Рајхстаг усвојио закон о повећању немачке ратне поморске флоте, која ће потом постати једна од најјачих у свету.
- 1917 — Грчки краљ Константин I абдицирао у корист старијег сина, принца Александра.
- 1934 — Влада Бугарске, која је дошла на власт превратом у мају 1934, забранила је политичке партије.
- 1936 — На Малом Калемегдану у Београду отворен Зоолошки врт, у којем је до 1941. сакупљено око 1.200 животиња.
- 1964 — Нелсон Мандела, Волтер Сисулу и још шест вођа антирасистичког покрета у Јужној Африци, осуђени су на доживотну робију.
- 1964 — Врховни суд САД је донео пресуду у случају Лавинг против Вирџиније, прогласивши неуставним законе који су криминализовали бракове између особа различитих раса.
- 1976 — У државном удару у Уругвају оборен председник Хуан Бордабери и почела је деветогодишња војна диктатура.
- 1987 — Бивши цар Централноафричке Републике Жан Бедел Бокаса је осуђен на смрт због злочина извршених током 13-годишње владавине.
- 1988 — У Бангладешу избиле демонстрације због уставног амандмана усвојеног пет дана раније, којим је ислам постао државна религија.
- 1991 — Борис Јељцин изабран за председника Русије на првим непосредним председничким изборима у тој земљи.
- 1993 — Амерички авиони бомбардовали главни град Сомалије Могадиш у покушају да униште герилце генерала Мохамеда Фараха Аидида.
- 1999 — На Косову и Метохији почело размештање међународних безбедносних снага, на основу Резолуције 1244 Савета безбедности УН.
- 2001 —
  - Македонија поништила признање Тајвана, кога је признала две године раније и окренула се политичкој сарадњи са Кином. Последица тадашњег признања је била напуштање кинеског војног контингента мировних снага из Македоније и потпуна НАТО контрола границе ка Косову и Метохији.
  - Мохамед Рашид Дауд Ал-Овали, следбеник терористе Осаме Бин Ладена, осуђен је у Њујорку на доживотни затвор, без права на жалбу, за убиство 213 особа у експлозији бомбе коју је поставио 1998. у амбасади САД у Кенији и учешће у истом терористичком нападу на амбасаду у Танзанији.
- 2003 — Савет безбедности УН усвојио резолуцију којом је за годину дана продужено изузеће Американаца од Међународног кривичног суда.

## Рођења
- 1897 — Ентони Идн, британски политичар, премијер Уједињеног Краљевства (1955—1957). (прем. 1977)[1]
- 1929 — Ана Франк, једна је од најпознатијих јеврејских жртава Холокауста, ауторка дневника о страдању Јевреја. (прем. 1945)[2]
- 1930 — Столе Аранђеловић, српски глумац. (прем. 1993)[3]
- 1941 — Чик Корија, амерички џез музичар и композитор, најпознатији као пијаниста и клавијатуриста. (прем. 2021)[4]
- 1948 — Лин Колинс, америчка музичарка. (прем. 2005)[5]
- 1951 — Соња Вукићевић, српска глумица.[6]
- 1965 — Слободан Крчмаревић, српски фудбалер и фудбалски тренер.[7]
- 1966 — Милета Лисица, српски кошаркаш. (прем. 2020)[8]
- 1973 — Такис Фисас, грчки фудбалер.[9]
- 1974 — Џејсон Мјуз, амерички глумац.[10]
- 1975 — Томкрафт, немачки ди-џеј и музички продуцент.
- 1977 — Предраг Матерић, српски кошаркаш.[11]
- 1979 — Дијего Милито, аргентински фудбалер.[12]
- 1979 — Робин, шведска музичарка и музичка продуценткиња.[13]
- 1980 — Филип Виденов, бугарски кошаркаш.[14]
- 1981 — Адријана Лима, бразилски модел.[15]
- 1984 — Бруно Соријано, шпански фудбалер.[16]
- 1985 — Дејв Франко, амерички глумац и редитељ.[17]
- 1986 — Серхио Родригез, шпански кошаркаш.[18]
- 1989 — Џеф Брукс, америчко-италијански кошаркаш.[19]
- 1992 — Филипе Кутињо, бразилски фудбалер.[20]

## Смрти
- 1759 — Вилијам Колинс, енглески лирски песник. (рођ. 1721)[21]
- 1828 — Жак Александар Бернар Лористон, француски маршал и дипломата. (рођ. 1768)
- 1894 — Мина Караџић је била сликарка и књижевница, кћерка Вука Стефановића Караџића. (рођ. 1828)
- 1937 — Михаил Тухачевски, совјетски генерал. (рођ. 1893)
- 1969 — Војислав Ракоњац „Кокан“ је био српски филмски режисер. (рођ. 1935)[22]
- 1995 — Артуро Бенедети Микеланђели, италијански музичар и пијаниста. (рођ. 1920)
- 2003 — Грегори Пек, филмски глумац. (рођ. 1916)[23]
- 2013 — Владимир Јевтовић, професор глуме и српски глумац. (рођ. 1947)[24]
- 2017 — Чарлс Текер, амерички научник. (рођ. 1943)[25]
- 2018 — Ренато Врбичић, хрватски ватерполо играч и тренер. (рођ. 1970)

## Празници и дани сећања
- Међународни празници
  - Светски дан против дечјег рада[26]
- Дан Русије
- Српска православна црква слави:
  - Преподобног Исакија исповедника
  - Свету Макрину